# Tvillingörtblomfluga
Tvillingörtblomfluga (Cheilosia sootryeni) är en tvåvingeart som beskrevs av Nielsen 1970. Tvillingörtblomfluga ingår i släktet örtblomflugor, och familjen blomflugor.
Artens utbredningsområde är Norge. Arten är reproducerande i Sverige. Inga underarter finns listade i Catalogue of Life.